# Arthur Hussey
Arthur Hussey (n. 5 martie 1882, Toledo, Ohio, SUA – d. 11 mai 1915, California, SUA) a fost un jucător de golf ce a reprezentat Statele Unite ale Americii, medaliat olimpic. A participat la o ediție a Jocurilor Olimpice (1904) în care a câștigat o medalie de bronz.

## Participări
Lista de mai jos prezintă principalele competiții la care a participat Arthur Hussey de-a lungul carierei.
- golf at the 1904 Summer Olympics – men's team[*]